# Oberrheinischer Turnerbund
Der Oberrheinische Turnerbund war ein überregionaler Turnverband und Vorgänger des Badischen Turner-Bunds.

## Geschichte
Die Unterdrückung der Turnbewegung als Folge des badischen Aufstands 1849 hatte zur Folge, dass das Vereinsturnen, vor allem in den Städten, am Boden lag. Die Ideale der badischen Revolution konnten nicht durchgesetzt werden und die großherzogliche Regierung hatte die Vereine verboten. Erst die Osterproklamation von Großherzog Friedrich I. am 7. April 1860 brachte einen Politikwechsel hin zur Versöhnung und damit die Möglichkeit von Vereinswiedergründungen. Nach erfolgter Etablierung der größeren badischen Turnvereine wurde am 16. Dezember 1860 auf Einladung des Karlsruher Turnvereins 1846 der Oberrheinische Turnerbund gegründet. Anwesend waren Vertreter der Vereine aus Mannheim, Heidelberg, Bretten, Pforzheim, Renchen, Kehl, Offenburg, Lahr und Freiburg und somit jene, die bereits in den 1840er-Jahren großen Einfluss hatten. Der Name Badischer Turnerbund wurde abgelehnt. Für die Jahre 1860/61 wählte man Karlsruhe zum Vorort des Oberrheinischen Turnerbundes, so dass am 17. Juli 1861 das erste Oberrheinische Turnfest in Karlsruhe stattfand. Bei der Gründung der Deutschen Turnerschaft anlässlich des 4. Deutschen Turntages am 20./21. Juli 1868 wurden die badischen Turnvereine als „X. Kreis – Oberrheinischer Turnerbund“ geführt. Der Ausbruch des Deutsch-Französischen Krieges 1870/71 unterbrach sportlich-organisatorische Aktivitäten. Am 2. November 1879 kam es zum Zusammenschluss mit elsässischen Vereinen und dem Pfälzer Turnerbund im „X. Turnkreis der Deutschen Turnerschaft“.

## Satzung
Der Oberrheinische Turnerbund betrachtete sich als Zweig eines noch zu gründenden allgemeinen deutschen Turnerbundes, der sich um „rege Wechselbeziehungen zwischen den Mitgliedsvereinen“ und um die Abhaltung regelmäßiger Turnfeste bemühen solle. Organisatorisch stand ihm ein Turnrath vor, der aus einem Sprechwart, einem ersten, zweiten und dritten Schriftwart und einem Geldwart besteht. Jeder Verein musste einen jährlichen Beitrag von 12 Kreuzern pro Vereinsmitglied zum Bundeshaushalt beisteuern. Hervorzuheben ist die Kontaktaufnahme bzw. terminliche Abstimmung mit dem Schwäbischen Turnerbund.

## Schaffung von Strukturen
Neben der Vertiefung überregionaler Beziehungen wie mit dem Pfälzer Turnerbund oder dem deutschen Arbeiterverein in Chur wurden Lehrbücher für Vorturner festgelegt, das Turnen in den Volksschulen aber auch Waffenübungen in den Vereinen diskutiert. Die Anlage einer Art Geschäftstagebuch, in welchem der Schriftverkehr und alle Beschlüsse aufgezeichnet wurden, wurde 1864 eingeführt. 1868 wurden in Mannheim Gauverbände beschlossen.